# Caccobius rufipennis
Caccobius rufipennis là một loài bọ cánh cứng trong họ Bọ hung (Scarabaeidae).